# Taradell
Taradell é um município da Espanha na comarca de Osona, província de Barcelona, comunidade autónoma da Catalunha. Tem 26,5 km² de área e em 2021 tinha 6 687 habitantes (densidade: 252,3 hab./km²).

## Demografia
| Variação demográfica do município entre 1991 e 2004 | Variação demográfica do município entre 1991 e 2004 | Variação demográfica do município entre 1991 e 2004 | Variação demográfica do município entre 1991 e 2004 |
| --------------------------------------------------- | --------------------------------------------------- | --------------------------------------------------- | --------------------------------------------------- |
| 1991                                                | 1996                                                | 2001                                                | 2004                                                |
| 4593                                                | 4755                                                | 5270                                                | 5519                                                |